# 富山市ケーブルテレビ八尾センター
富山市ケーブルテレビ八尾センター（とやましケーブルテレビやつおセンター）は、かつて存在した富山県富山市営ケーブルテレビ局。同市八尾地域をエリアとしていた。略称はCTY8（シティエイト）。

## 所在地
- 富山県富山市八尾町保内1-30-10

## 概要
1997年4月、旧：八尾町により開局。同町が運営していたが、2005年4月の市町村合併時に富山市が引き継いだ。その後、富山市では行財政改革などの理由から本局の民営化を検討してきたが、2007年10月、施設をケーブルテレビ富山へ有償譲渡することを決めた。2008年4月、同社に引き継がれ民営化となった。
テレビ放送やインターネット接続・IP電話・ケーブルテレビ電話の他、町民サービスの為の設備である事から地域産業の農業に対する気象情報や河川水位情報、在宅医療サービスなども実施していた。民営化後は当面は従前のサービスが実施されるが、2011年7月のアナログ放送終了以降は同社のサービスに変更・再編されていく予定である。

## サービス
- テレビ - A加入・B加入・C加入の3コース提供されていた。
  - 放送チャンネルは外部リンクの各サイトを参照。
  - CSデジタル放送はJC-HITSを導入していた[3]。
  - 2000年頃まで石川県の石川テレビを区域外再放送していた。
  - 公式サイトに周波数・放送局の記載は無いが、FMラジオを再送信していた。
- 音声告知放送 - テレビ加入者宅内に専用の端末を設置し、緊急・行事などのお知らせを音声で告知するサービス。
- ケーブルテレビ（CATV）電話 - テレビB加入・C加入対象の固定電話サービス。専用の電話機により加入者間の通話が可能であった。
- MIODS（多重情報検索システム） - 見たい自主放送番組をCATV電話でリクエストし、その番組をアナログ53-58chのいずれかで放送するビデオ・オン・デマンドのサービスであったが、民営化前の2007年3月末に終了した。
- インターネット「Web八尾」（下り最大速度） - 端末IP型ベーシック（8Mbps）・端末IP型スーパー（20Mbps）・ネットワークIP型（8Mbps）・ダイヤルアップIP型（28.8Kbps）の4コース提供されていた。
- IP電話「けーぶるふぉん富山」 - Web八尾端末IP型対象のオプションの固定電話サービス。上記CATV電話とは異なる。